# Jaco van Zyl
Jaco Phillipus van Zyl (nascido em 23 de fevereiro de 1979) é um jogador profissional de golfe sul-africano.
Tornou-se profissional em 2011.
Representou África do Sul na competição masculina de golfe nos Jogos Olímpicos de Verão de 2016, realizados no Rio de Janeiro, Brasil, onde terminou sua participação na trigésima nona posição no jogo por tacadas individual.